# 대한민국의 자동차 운전면허

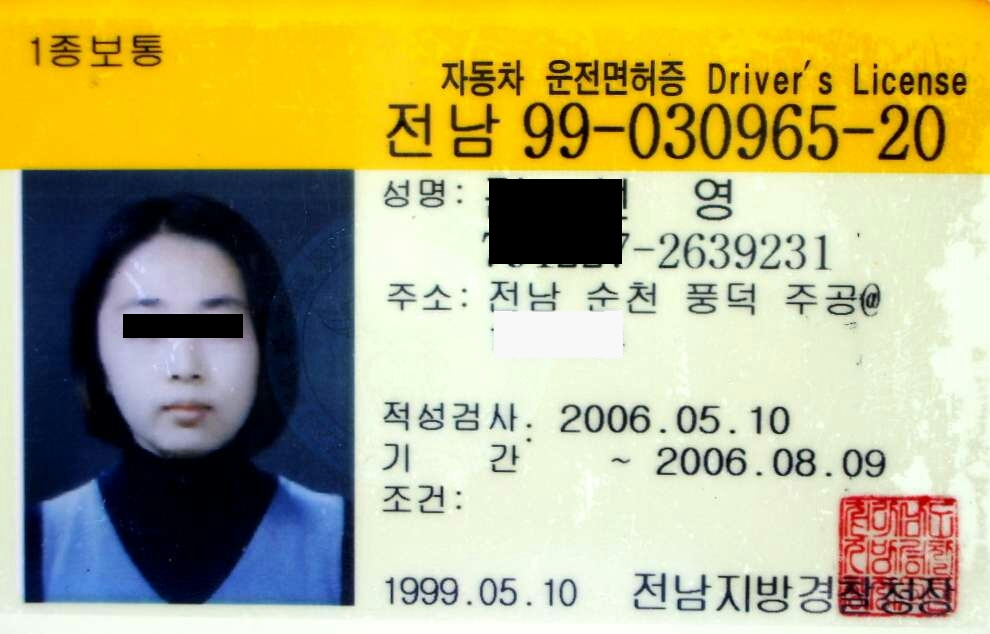
1999년 1종보통면허(전남)

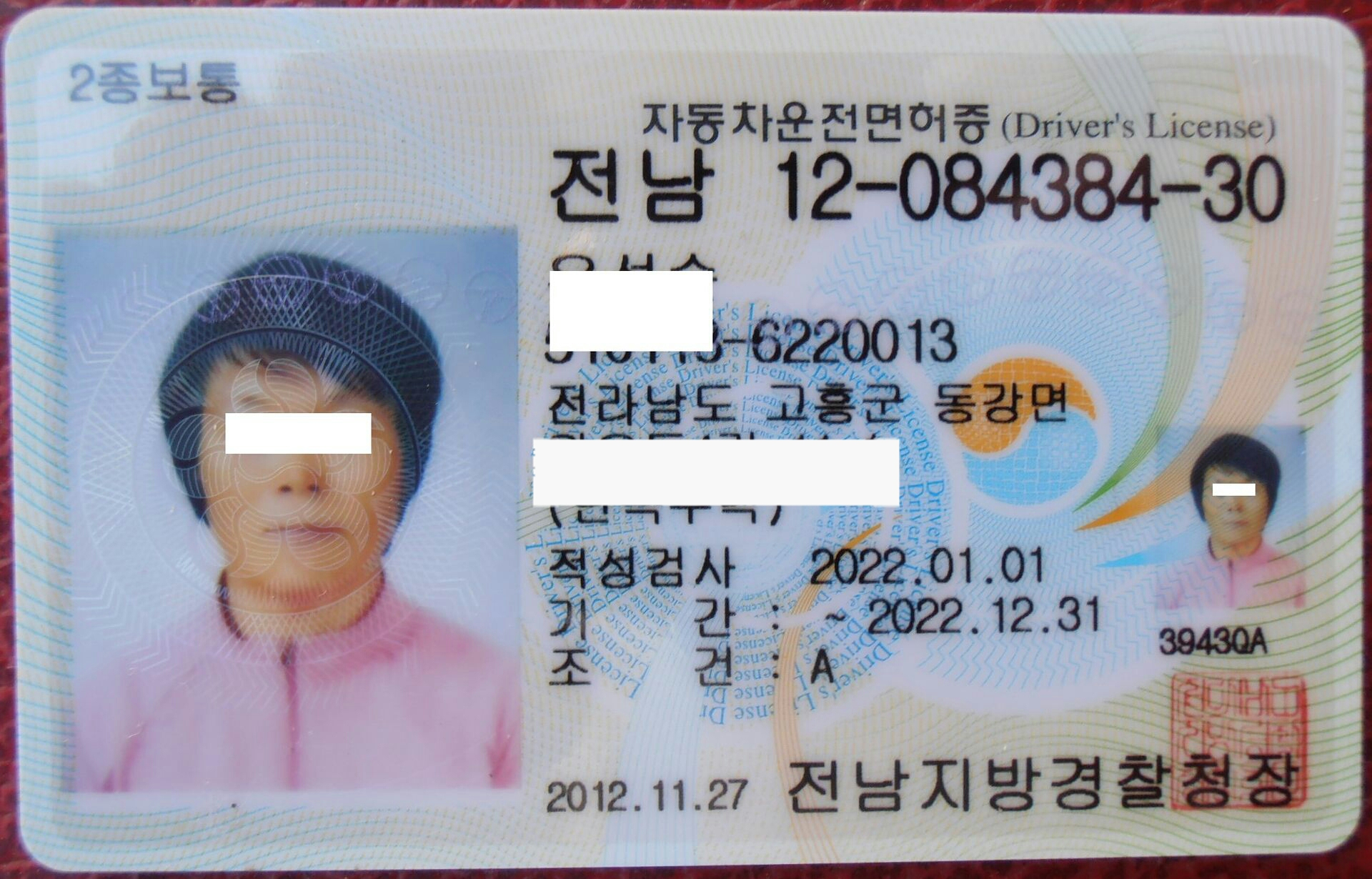
2012년 2종보통면허(전남)

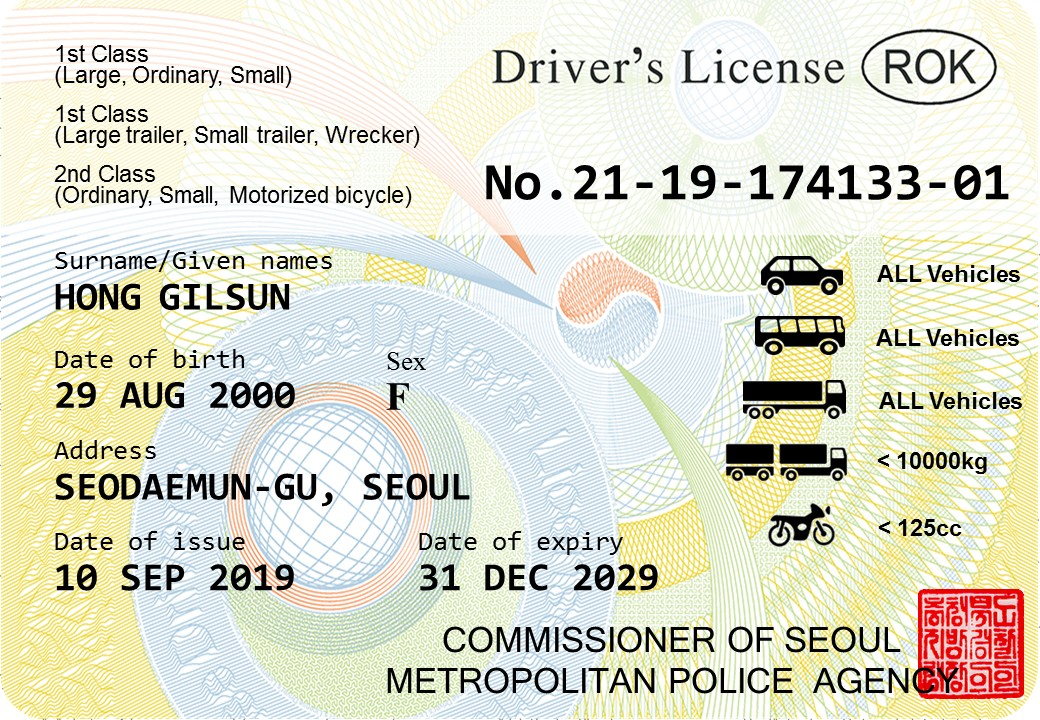
영문운전면허증 예시

대한민국의 자동차 운전면허(大韓民國의 自動車 運轉免許)는 대한민국 경찰청에서 교부하는 자동차 운전면허이며, 운전면허시험과 관련된 업무는 2011년부터 한국도로교통공단에 위탁하고 있다. 모든 시험을 통과하면 각 시•도 경찰청장으로부터 면허를 받게 된다. 재발급 방법

## 분류
자동차의 탑승제한 인원수 또는 사업용 차량의 운전여부에 따라 크게 1종과 2종으로 분류된다.
1종 운전면허에는 1종 대형, 1종 보통, 1종 특수면허가 있으며 2종 운전면허에는 2종 보통, 2종 소형, 2종 원동기장치자전거면허가 있다. 이 외에도 도로주행연습을 위해 발급하는 연습운전면허가 있다. 1, 2종 보통에는 따로 분류가 되어 있지는 않지만, 통상적으로, 자동변속기 전용 조건을 붙일 수 있다. 각 면허로 운전할 수 있는 차량의 종류 및 발급 연령은 다음과 같다.
(2016년 7월 28일 개정, 대형견인/소형견인 분리, 레커를 구난차로 명칭변경)
| 종별      | 구분                 | 운전 가능 차량 | 운전 가능 차량 | 취득가능연령                                                |
| --------- | -------------------- | --- | --- | ----------------------------------------------------------- |
| 1종       | 대형                 | - 승용자동차 - 승합자동차 - 화물자동차 - 건설기계(이 외로는 한국산업인력공단에서 시행하는 각 기계별 산업기사나 기능사 운전자격을 취득한 후 시, 군, 구청에서 건설기계조종사 면허증을 발급하여 운전함.) - 덤프트럭, 아스팔트 살포기, 노상안정기 - 콘크리트 믹서 트럭(레미콘), 콘크리트 펌프카, 트럭적재식 천공기 - 콘크리트 믹서 트레일러, 아스팔트 콘크리트 재생기 - 도로보수트럭, 3톤 미만의 지게차 - 특수자동차(단, 대형견인차, 소형견인차, 구난차는 제외) - 원동기장치자전거(배기량 125cc 이하의 이륜자동차) ※ 2018년 4월 24일까지는 긴급자동차에 대한 조항도 있었으나 2018년 4월 25일부로 각 종별면허에 따른 운전이 가능한 자동차에 해당되는 긴급자동차에 대해 운전이 가능하도록 규정이 완화되면서 삭제되었다. 단, 긴급자동차를 운전하고자 할 때, 사전에 긴급자동차에 관련된 교육을 이수해야 한다. | - 승용자동차 - 승합자동차 - 화물자동차 - 건설기계(이 외로는 한국산업인력공단에서 시행하는 각 기계별 산업기사나 기능사 운전자격을 취득한 후 시, 군, 구청에서 건설기계조종사 면허증을 발급하여 운전함.) - 덤프트럭, 아스팔트 살포기, 노상안정기 - 콘크리트 믹서 트럭(레미콘), 콘크리트 펌프카, 트럭적재식 천공기 - 콘크리트 믹서 트레일러, 아스팔트 콘크리트 재생기 - 도로보수트럭, 3톤 미만의 지게차 - 특수자동차(단, 대형견인차, 소형견인차, 구난차는 제외) - 원동기장치자전거(배기량 125cc 이하의 이륜자동차) ※ 2018년 4월 24일까지는 긴급자동차에 대한 조항도 있었으나 2018년 4월 25일부로 각 종별면허에 따른 운전이 가능한 자동차에 해당되는 긴급자동차에 대해 운전이 가능하도록 규정이 완화되면서 삭제되었다. 단, 긴급자동차를 운전하고자 할 때, 사전에 긴급자동차에 관련된 교육을 이수해야 한다. | 만 18세(청소년 보호법 기준), 1종 또는 2종 보통 면허 취득 후 |
| 1종       | 보통(자동)           | - 승용자동차 - 승차정원 15인 이하의 승합자동차 - 적재중량 12톤 미만의 화물자동차(단, 위험물 운반차량은 적재중량 3톤 이하 또는 적재용량 3천리터 이하의 차량에 한함) - 건설기계(단, 도로를 운행하는 3톤 미만의 지게차에 한함) - 원동기장치자전거(배기량 125cc 이하의 이륜자동차) ※ 2018년 4월 24일까지는 긴급자동차에 대한 조항도 있었으나 2018년 4월 25일부로 각 종별면허에 따른 운전이 가능한 자동차에 해당되는 긴급자동차에 대해 운전이 가능하도록 규정이 완화되면서 삭제되었다. 단, 긴급자동차를 운전하고자 할 때, 사전에 긴급자동차에 관련된 교육을 이수해야 한다. | - 승용자동차 - 승차정원 15인 이하의 승합자동차 - 적재중량 12톤 미만의 화물자동차(단, 위험물 운반차량은 적재중량 3톤 이하 또는 적재용량 3천리터 이하의 차량에 한함) - 건설기계(단, 도로를 운행하는 3톤 미만의 지게차에 한함) - 원동기장치자전거(배기량 125cc 이하의 이륜자동차) ※ 2018년 4월 24일까지는 긴급자동차에 대한 조항도 있었으나 2018년 4월 25일부로 각 종별면허에 따른 운전이 가능한 자동차에 해당되는 긴급자동차에 대해 운전이 가능하도록 규정이 완화되면서 삭제되었다. 단, 긴급자동차를 운전하고자 할 때, 사전에 긴급자동차에 관련된 교육을 이수해야 한다. | 만 18세                                                     |
| 1종       | 특수                 | 대형견인차 | - 대형견인차(3톤 초과의 트레일러) - 소형견인차(750kg 초과 3톤 이하의 트레일러) - 2종 보통면허로 운전할 수 있는 차량 | 만 18세(청소년 보호법 기준), 다른 면허취득 후               |
| 1종       | 특수                 | 소형견인차 | - 소형견인차(750kg 초과 3톤 이하의 트레일러) - 2종 보통면허로 운전할 수 있는 차량 | 만 18세(청소년 보호법 기준), 다른 면허취득 후               |
| 1종       | 특수                 | 구난차 | - 구난차(레커) - 2종 보통면허로 운전할 수 있는 차량 | 만 18세(청소년 보호법 기준), 다른 면허취득 후               |
| 2종(자동) | 보통                 | - 승용자동차 - 승차정원 10인 이하의 승합자동차 - 적재중량 4톤 이하의 화물자동차(단, 위험물 운반차량은 제외) - 원동기장치자전거(배기량 125cc 이하의 이륜자동차) | - 승용자동차 - 승차정원 10인 이하의 승합자동차 - 적재중량 4톤 이하의 화물자동차(단, 위험물 운반차량은 제외) - 원동기장치자전거(배기량 125cc 이하의 이륜자동차) | 만 18세                                                     |
| 2종(자동) | 소형                 | - 배기량이 125cc를 초과하는 이륜자동차(측차부 포함) - 원동기장치자전거 | - 배기량이 125cc를 초과하는 이륜자동차(측차부 포함) - 원동기장치자전거 | 만 18세                                                     |
| 2종(자동) | 원동기장치자전거면허 | - 원동기장치자전거(배기량 125cc 이하의 이륜자동차) | - 원동기장치자전거(배기량 125cc 이하의 이륜자동차) | 만 16세                                                     |
| 연습면허  | 1종 보통             | - 승용자동차 - 승차정원 15명 이하의 승합자동차 - 적재중량 12톤 미만의 화물자동차 | - 승용자동차 - 승차정원 15명 이하의 승합자동차 - 적재중량 12톤 미만의 화물자동차 | 만 18세                                                     |
| 연습면허  | 2종 보통             | - 승용자동차 - 승차정원 10명 이하의 승합자동차 - 적재중량 4톤 이하의 화물자동차 | - 승용자동차 - 승차정원 10명 이하의 승합자동차 - 적재중량 4톤 이하의 화물자동차 | 만 18세                                                     |

## 전국 시험장 안내 (도로교통공단 산하 운전면허시험장 주소록)
도로교통공단은 세종특별자치시와 광주광역시를 제외한 지역에 27개 운전면허시험장을 보유 및 운영하고 있다.
| 지역 코드 (전국 각 시·도경찰청) | 시험장명 | 주소                                              | 비고 |
| ------------------------------- | -------- | ------------------------------------------------- | --- |
| 11 (서울)                       | 강남     | 서울특별시 강남구 테헤란로114길 23                | 장내기능시험장은 송파구 잠실동에 있어 민원실에서 장내기능시험장에 가려면 탄천공영주차장에서 탄천을 건너야 갈 수 있다. |
| 11 (서울)                       | 도봉     | 서울특별시 노원구 동일로 1449                     | |
| 11 (서울)                       | 강서     | 서울특별시 강서구 남부순환로 171                  | |
| 11 (서울)                       | 서부     | 서울특별시 마포구 월드컵로42길 13                 | |
| 12 (부산)                       | 부산남부 | 부산광역시 남구 용호로 16                         | |
| 12 (부산)                       | 부산북부 | 부산광역시 사상구 사상로367번길 35                | |
| 22 (대구)                       | 대구     | 대구광역시 북구 태암남로 38                       | |
| 23 (인천)                       | 인천     | 인천광역시 남동구 아암대로 1247                   | 1997년에, 연수구 동춘동에서 남동구 고잔동으로 이전하였다.                                                             |
| 25 (대전)                       | 대전     | 대전광역시 동구 산서로1660번길 90                 | |
| 26 (울산)                       | 울산     | 울산광역시 울주군 상북면 봉화로 342               | PC학과(필기)시험은 운전면허본부(울산 중구 종가로 370)에서 치른다.                                                     |
| 13 (경기남부)                   | 안산     | 경기도 안산시 단원구 순환로 352                   | |
| 13 (경기남부)                   | 용인     | 경기도 용인시 기흥구 용구대로 2267                | |
| 28 (경기북부)                   | 의정부   | 경기도 의정부시 금오로109번길 55                  | |
| 14 (강원)                       | 춘천     | 강원특별자치도 춘천시 신북읍 신북로 247           | |
| 14 (강원)                       | 원주     | 강원특별자치도 원주시 호저면 사제로 596           | |
| 14 (강원)                       | 강릉     | 강원특별자치도 강릉시 사천면 중앙서로 464         | |
| 14 (강원)                       | 태백     | 강원특별자치도 태백시 수아밭길 166                | |
| 15 (충북)                       | 청주     | 충청북도 청주시 상당구 남일면 교육원로 131-20     | |
| 15 (충북)                       | 충주     | 충청북도 충주시 대가주1길 16                      | |
| 16 (충남)                       | 예산     | 충청남도 예산군 오가면 국사봉로 500               | |
| 19 (경북)                       | 포항     | 경상북도 포항시 남구 오천읍 냉천로 656            | |
| 19 (경북)                       | 문경     | 경상북도 문경시 신기공단1길 12                    | |
| 20 (경남)                       | 마산     | 경상남도 창원시 마산합포구 진동면 진북산업로 90-1 | |
| 17 (전북)                       | 전북     | 전북특별자치도 전주시 덕진구 팔복로 359           | |
| 18 (전남)                       | 전남     | 전라남도 나주시 내영산2길 49                      | |
| 18 (전남)                       | 광양     | 전라남도 광양시 광양읍 대학로 11                  | |
| 21 (제주)                       | 제주     | 제주특별자치도 제주시 애월읍 평화로 2072          | |
| 24 (광주)                       |          |                                                   | 운전면허시험장이 없으며, PC학과(필기)시험은 도로교통공단 광주전남지부에서 치른다.                                     |

### 시험장별 응시가 가능한 시험
아래 표는 전국 각 지역 시험장에서 응시할 수 있는 종들이다.
| 시험장   | 1·2종 보통 | 1종 대형 | 1종 특수   | 1종 특수   | 1종 특수 | 2종 소형 | 2종 원동기장치자전거 | 2종 원동기장치자전거 |
| 시험장   | 1·2종 보통 | 1종 대형 | 대형견인차 | 소형견인차 | 구난차   | 2종 소형 | 이륜                 | 다륜                 |
| -------- | ---------- | -------- | ---------- | ---------- | -------- | -------- | -------------------- | -------------------- |
| 강남     | 가능       | 가능     | 가능       | 가능       | 가능     | 가능     | 가능                 | 가능                 |
| 도봉     | 가능       | 가능     | 불가       | 불가       | 불가     | 가능     | 가능                 | 가능                 |
| 강서     | 가능       | 불가     | 불가       | 불가       | 불가     | 가능     | 가능                 | 불가                 |
| 서부     | 가능       | 가능     | 불가       | 불가       | 불가     | 가능     | 가능                 | 불가                 |
| 부산남부 | 가능       | 가능     | 가능       | 가능       | 가능     | 가능     | 가능                 | 가능                 |
| 부산북부 | 가능       | 불가     | 불가       | 불가       | 불가     | 불가     | 불가                 | 불가                 |
| 대구     | 가능       | 가능     | 불가       | 불가       | 불가     | 가능     | 가능                 | 불가                 |
| 인천     | 가능       | 가능     | 가능       | 가능       | 가능     | 가능     | 가능                 | 불가                 |
| 용인     | 가능       | 가능     | 불가       | 불가       | 불가     | 가능     | 가능                 | 불가                 |
| 안산     | 가능       | 가능     | 가능       | 불가       | 가능     | 가능     | 가능                 | 가능                 |
| 의정부   | 가능       | 불가     | 불가       | 불가       | 불가     | 가능     | 가능                 | 불가                 |
| 춘천     | 가능       | 가능     | 불가       | 가능       | 가능     | 가능     | 가능                 | 가능                 |
| 강릉     | 가능       | 가능     | 불가       | 가능       | 불가     | 가능     | 가능                 | 불가                 |
| 원주     | 가능       | 가능     | 불가       | 불가       | 불가     | 가능     | 가능                 | 가능                 |
| 태백     | 가능       | 가능     | 불가       | 불가       | 불가     | 불가     | 불가                 | 불가                 |
| 청주     | 가능       | 가능     | 불가       | 불가       | 가능     | 가능     | 가능                 | 가능                 |
| 충주     | 가능       | 가능     | 불가       | 불가       | 불가     | 불가     | 불가                 | 불가                 |
| 대전     | 가능       | 가능     | 가능       | 가능       | 가능     | 가능     | 가능                 | 불가                 |
| 예산     | 가능       | 가능     | 가능       | 불가       | 불가     | 가능     | 가능                 | 가능                 |
| 전북     | 가능       | 가능     | 가능       | 불가       | 불가     | 가능     | 가능                 | 가능                 |
| 전남     | 가능       | 가능     | 가능       | 불가       | 불가     | 가능     | 가능                 | 가능                 |
| 광양     | 가능       | 가능     | 가능       | 가능       | 가능     | 가능     | 가능                 | 가능                 |
| 문경     | 가능       | 가능     | 가능       | 가능       | 가능     | 가능     | 가능                 | 가능                 |
| 포항     | 가능       | 가능     | 가능       | 불가       | 가능     | 가능     | 가능                 | 불가                 |
| 마산     | 가능       | 가능     | 불가       | 불가       | 불가     | 가능     | 가능                 | 불가                 |
| 울산     | 가능       | 가능     | 가능       | 불가       | 가능     | 가능     | 가능                 | 불가                 |
| 제주     | 가능       | 가능     | 가능       | 가능       | 가능     | 가능     | 가능                 | 가능                 |
| 합계     | 27/27      | 24/27    | 13/27      | 9/27       | 12/27    | 24/27    | 24/27                | 13/27                |

## 한정면허
면허 분류에서는 따로 분류가 되어 있지 않지만, 신체상태나 운전 적성에 따라서 운전할 수 있는 차량을 한정하는 조건을 붙일 수 있다. 1995년 7월 1일부터 운전면허증에 기재하기 시작했으며, 2001년 7월 24일부터 로마자로 표기하기 시작했다. 이 경우 운전면허증에 기재되는 문자는 아래와 같다.(도로교통법 시행규칙 별표 20) 운전면허를 한정된 조건으로 교부받은 자가 그 한정된 조건에 상이한 차량을 운전한 경우 도로교통법에 의하여 무면허가 아닌 면허조건 위반으로 처벌된다. 단, 무면허와는 달리 면허조건 위반은 12대 중과실에 포함되지 않는다.
- A : 자동변속기 (1, 2종 보통 조건부 면허, 지체 및 뇌병변 장애인의 경우에는 1종 보통면허와 1종 대형면허도 포함)
- B : 의수
- C : 의족
- D : 보청기
- E : 청각장애인 표지 및 볼록거울
- F : 수동제동기·가속기
- G : 특수제작·승인차
- H : 우측 방향지시기
- I : 왼쪽 엑셀러레이터
- J : 다륜형 원동기장치자전거(삼륜 이상의 원동기장치자전거)

## 운전 면허 구분

### 1960년 이전
조선총독부에 의해 제정된 자동차취체규칙에 의해 다음과 같이 정해졌다.
- 보통 : 보통 자동차를 운전할 수 있었다. 보통 자동차의 기준은 내연원동기·차동장치 및 앞차축의 양 차륜에 의한 조향장치를 구비하여 주로 사람 또는 화물을 운반하는 구조를 가지는 차량중량(연료유조·연료조·윤활유조·냉각수조, 기타 이와 유사한 용기를 완비한 상태에서의 자동차의 중량. 이하 동일) 360킬로그램 이상이었다.
- 특수 : 견인차 등 일반 차량이 아닌 특수 자동차의 운전이 가능한 면허였다.
- 소형 : 차량길이 2.8미터, 폭 1.2미터, 높이 1.8미터, 내연기관을 원동기로 하는 자동차 중 4행정식을 사용하는 것은 기통용적의 합계가 750 입방 센티미터, 2행정식을 사용하는 것은 기통용적의 합계가 500 입방 센티미터, 전동기를 원동기로 하는 자동차는 1시간 정격출력 4.5 킬로와트 미만의 소형 자동차의 운전이 가능한 면허였다.

### 1970년 8월 12일 이전
1970년 8월 12일 이전까지는 운전면허가 다음과 같이 규정되어 있었다.
- 보통 제1종 면허 : 승차정원 15인 이하 승합자동차, 보통승용차, 보통화물차, 보통승용겸화물차, 소형승용차, 소형화물차, 소형승용겸화물차, 소형삼륜승용차, 소형삼륜화물차 운전이 가능했었다. 현재의 제1종 보통면허 격이다.
- 보통 제2종 면허 : 승차정원이 16인 이상인 보통승합자동차, 긴급자동차, 총포화약류단속법에 의한 화학류 또는 소방법에 의한 위험물을 당해 차의 적재정량의 60퍼센트이상의 수량을 적재한 보통화물자동차 등을 제외한 나머지 자동차만을 운전할 수 있었다. 현재의 제2종 보통면허 격이다.
- 소형면허 : 3륜 자동차, 2륜 자동차 운전이 가능했었다.
- 특수면허 : 1966년 현재 불도저하고 크레인에 해당되는 면허이다.[12] 1970년 트레일러 면허가 도입되었다.[13]
- 원동기장치자전거면허 : 현재의 2종 원동기 면허
- 가운전면허 : 본국에 운전면허가 있는 외국인에게 해당되는 면허이다.[12]

## 운전 면허 시험의 변천사

### 1997년~2016년 12월 21일
- 운전 면허 시험 제도 개편으로, 실제 도로에서, 안전 운전 능력 및 준법 의식을 평가하기 위해, 연습운전면허제도와 도로주행시험제도가 도입되었다. '연습운전면허제도'는 1, 2종 보통운전면허를 취득하고자 할 경우, 먼저 필기 학과[14][15] 및 장내기능시험에 합격하고, 연습운전면허증을 교부받아 차량 앞뒷면에 운전연습 표지를 부착하고, 운전면허 취득 후 2년이 경과한 자를 동승시켜 10시간 이상 실제 도로주행 연습을 해야, 도로주행시험에 응시를 가능케 하는 제도이다(전문학원 교육 이수 및 원내 자체 검정 포함).
- 도로주행시험제도는 검정원(시험관)과 참관자(다음 응시자)를 동승한 검정용 차량을 이용해 5km 내외의 실제 도로를 주행하면서 도로상에서의 대처 능력 및 법규 준수에 의한 예절 등을 평가하는 과정이다.[16][17]
- 도로주행 시험용 차량은 운전 미숙으로 인한 안전 사고 방지 차원에서, 조수석엔 클러치와 브레이크 페달이 별개로 장착되어 있으므로, 충분한 연습 기간을 거친 후에, 응시 하는 것이 바람직하다. 따라서, 운전면허를 취득하기 위해선, 교통안전교육→필기학과시험→장내기능시험→연습운전면허→도로주행시험까지 적법한 절차를 거쳐야 한다.[18][19]

### 2016년 12월 22일 이후

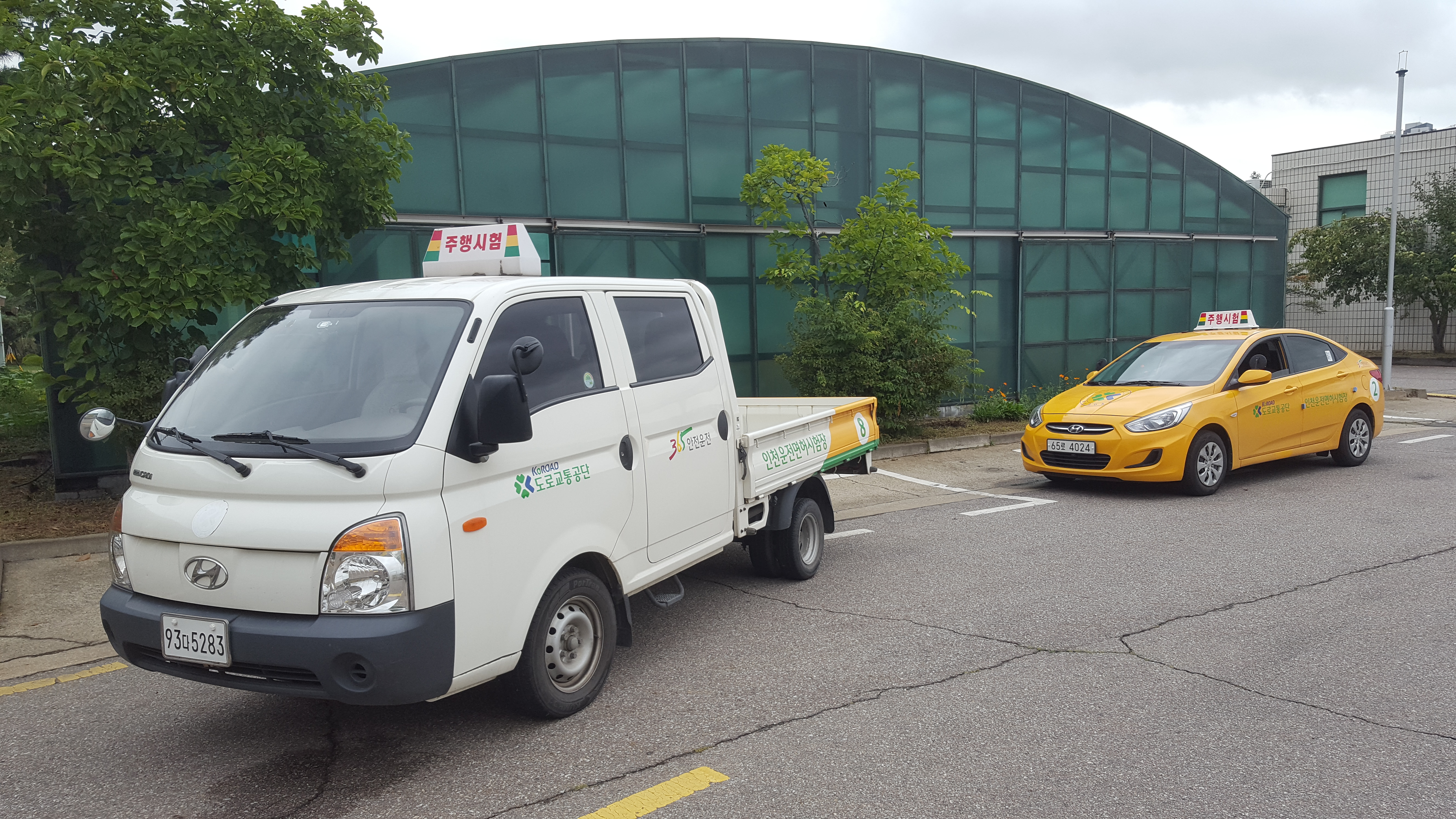
도로주행 시험용 차량 (인천운전면허시험장)

### 신호 및 보행자 보호 위반에 대한 실격 사유
- 제1교차로 횡단보도 통과요령
  - 교차로 차량신호(전방 신호등)가 적색인 경우
    - 보행자 신호와 상관없이 정지선에 반드시 일시정지 할것
- 일시정지 위반시에 신호위반으로 실격사유에 해당됨
- 횡단보도에 보행자가 있을 경우, 보행자 보호의무 위반으로 실격사유에 해당됨
  - 교차로 차량신호(전방 신호등)가 녹색인 경우
    - 일시정지 의무 없음
    - 정지선정지 기준은 차량 앞 범퍼가 정지선 30cm전 정차하기(정지선 침범시에 실격사유에 해당됨)

- 제2교차로 횡단보도 통과요령
  - 보행자 신호(횡단보도 신호등)가 녹색인 경우
    - 보행자가 인도 경계석까지 인도 경계석으로 완전히 건널때까지 일시정지하되, 보행자가 없을 경우, 서행으로 통과할것
- 횡단보도에 보행자가 있을 경우, 보행자 보호의무위반으로 실격사유에 해당됨
  - 보행자 신호(횡단보도 신호등)가 적색인 경우
    - 일시정지 의무 없음
    - 보행자 보호의무 기준은 횡단보도 시작부터 끝(인도 경계석)까지 해당됨

## 결격 및 면허 취소나 정지 처분 사유
운전면허의 결격 사유는 도로교통법 제82조에서 규정하고 있으며 취소나 정지 처분의 경우에는 도로교통법 제93조에서 규정하고 있다.
- 도로교통법 제82조 제1항 : 다음 각 호의 어느 하나에 해당하는 사람은 운전면허를 받을 수 없다. <개정 2014.12.30,2016.5.29>
  - 1. 만18세 미만(원동기장치자전거의 경우에는 만16세 미만)인 사람
  - 2. 교통상의 위험과 장해를 일으킬 수 있는 정신질환 또는 뇌전증 환자로서 대통령령으로 정하는 사람
  - 3. 듣지 못하는 사람(제1종 운전면허 중 대형면허·특수면허만 해당한다), 앞을 보지 못하는 사람이나 그 밖에 대통령령으로 정하는 신체장애인
  - 4. 양쪽 팔의 팔꿈치관절 이상을 잃은 사람이나 양쪽 팔을 전혀 쓸 수 없는 사람. 다만, 본인의 신체장애 정도에 적합하게 제작된 자동차를 이용하여 정상적인 운전을 할 수 있는 경우에는 그러하지 아니하다.
  - 5. 교통상의 위험과 장해를 일으킬 수 있는 마약·대마·향정신성의약품 또는 알코올 중독자로서 대통령령으로 정하는 사람
  - 6. 제1종 대형면허 또는 제1종 특수면허를 받으려는 경우로서 19세 미만이거나 자동차(이륜자동차는 제외한다)의 운전경험이 1년 미만인 사람
- 도로교통법 제82조 제2항 : 다음 각 호의 어느 하나의 경우에 해당하는 사람은 해당 각 호에 규정된 기간이 지나지 아니하면 운전면허를 받을 수 없다. 다만, 다음 각 호의 사유로 인하여 벌금 미만의 형이 확정되거나 선고유예의 판결이 확정된 경우 또는 기소유예나 소년법 제32조에 따른 보호처분의 결정이 있는 경우에는 각 호에 규정된 기간 내라도 운전면허를 받을 수 있다. <개정 2015.8.11>
  - 1. 제43조 또는 제96조제3항을 위반하여 자동차등을 운전한 경우에는 그 위반한 날(운전면허효력 정지기간에 운전하여 취소된 경우에는 그 취소된 날을 말하며, 이하 이 조에서 같다)부터 1년(원동기장치자전거면허를 받으려는 경우에는 6개월로 하되, 제46조를 위반한 경우에는 그 위반한 날부터 1년). 다만, 사람을 사상한 후 제54조제1항에 따른 필요한 조치 및 제2항에 따른 신고를 하지 아니한 경우에는 그 위반한 날부터 5년으로 한다.
  - 2. 제43조 또는 제96조제3항을 3회 이상 위반하여 자동차등을 운전한 경우에는 그 위반한 날부터 2년
  - 3. 제44조, 제45조 또는 제46조를 위반하여 사람을 사상한 후 제54조제1항 및 제2항에 따른 필요한 조치 및 신고를 하지 아니한 경우에는 운전면허가 취소된 날부터 5년
  - 4. 제43조부터 제46조까지의 규정에 따른 사유가 아닌 다른 사유로 사람을 사상한 후 제54조제1항 및 제2항에 따른 필요한 조치 및 신고를 하지 아니한 경우에는 운전면허가 취소된 날부터 4년
  - 5. 제44조제1항을 위반하여 술에 취한 상태에서 운전을 하다가 3회 이상 교통사고를 일으킨 경우에는 운전면허가 취소된 날부터 3년, 자동차등을 이용하여 범죄행위를 하거나 다른 사람의 자동차등을 훔치거나 빼앗은 사람이 제43조를 위반하여 그 자동차등을 운전한 경우에는 그 위반한 날부터 3년
  - 6. 제44조제1항 또는 제2항을 3회 이상 위반 또는 제46조를 2회 이상 위반하여 각각 운전면허가 취소되거나 제93조제1항제8호·제12호 또는 제13호의 사유로 운전면허가 취소된 경우에는 운전면허가 취소된 날부터 2년
  - 7. 제1호부터 제6호까지의 규정에 따른 경우가 아닌 다른 사유로 운전면허가 취소된 경우에는 운전면허가 취소된 날부터 1년(원동기장치자전거면허를 받으려는 경우에는 6개월로 하되, 제46조를 위반하여 운전면허가 취소된 경우에는 1년). 다만, 적성검사를 받지 아니하여 운전면허가 취소된 사람 또는 제1종 운전면허를 받은 사람이 적성검사에 불합격되어 다시 제2종 운전면허를 받으려는 경우에는 그러하지 아니하다.
  - 8. 운전면허효력 정지처분을 받고 있는 경우에는 그 정지기간
- 제93조에 따라 운전면허 취소처분을 받은 사람은 제2항에 따른 운전면허 결격기간이 끝났다 하여도 그 취소처분을 받은 이후에 제73조제2항에 따른 특별한 교통안전교육을 받지 아니하면 운전면허를 받을 수 없다. <전문개정 2011.6.8>

- 도로교통법 제93조 제1항 : 지방경찰청장은 운전면허(연습운전면허는 제외한다. 이하 이 조에서 같다)를 받은 사람이 다음 각 호의 어느 하나에 해당하면 행정안전부령으로 정하는 기준에 따라 운전면허(운전자가 받은 모든 범위의 운전면허를 포함한다, 이하 이 조에서 같다)를 취소하거나 1년 이내의 범위에서 운전면허의 효력을 정지시킬 수 있다. 다만, 제2호, 제3호, 제7호부터 제9호까지(정기 적성검사 기간이 지난 경우는 제외한다), 제12호, 제14호, 제16호부터 제18호까지, 제20호의 규정에 해당하는 경우에는 운전면허를 취소하여야 한다. <개정 2013.3.23, 2014.11.29, 2014.12.30, 2015.8.11, 2016.1.27>
  - 1. 제44조제1항을 위반하여 술에 취한 상태에서 자동차등을 운전한 경우
  - 2. 제44조제1항 또는 제2항 후단을 2회 이상 위반한 사람이 다시 같은 조 제1항을 위반하여 운전면허 정지 사유에 해당된 경우
  - 3. 제44조제2항 후단을 위반하여 술에 취한 상태에 있다고 인정할 만한 상당한 이유가 있음에도 불구하고 경찰공무원의 측정에 응하지 아니한 경우
  - 4. 제45조를 위반하여 약물의 영향으로 인하여 정상적으로 운전하지 못할 우려가 있는 상태에서 자동차등을 운전한 경우
  - 5. 제46조제1항을 위반하여 공동 위험행위를 한 경우
  - 6. 교통사고로 사람을 사상한 후 제54조제1항 또는 제2항에 따른 필요한 조치 또는 신고를 하지 아니한 경우
  - 7. 제82조제1항제2호부터 제5호까지의 규정에 따른 운전면허를 받을 수 없는 사람에 해당된 경우
  - 8. 제82조에 따라 운전면허를 받을 수 없는 사람이 운전면허를 받거나 거짓이나 그 밖의 부정한 수단으로 운전면허를 받은 경우 또는 운전면허효력의 정지기간 중 운전면허증 또는 운전면허증을 갈음하는 증명서를 발급받은 사실이 드러난 경우
  - 9. 제87조제2항 또는 제88조제1항에 따른 적성검사를 받지 아니하거나 그 적성검사에 불합격한 경우
  - 10. 운전 중 고의 또는 과실로 교통사고를 일으킨 경우
  - 10의2. 운전면허를 받은 사람이 자동차등을 이용하여 [형법]제258조의2(특수상해)·제261조(특수폭행)·제284조(특수협박) 또는 제369조(특수손괴)를 위반하는 행위를 한 경우
  - 11. 운전면허를 받은 사람이 자동차등을 이용하여 살인 또는 강간 등 행정안전부령으로 정하는 범죄행위를 한 경우
  - 12. 다른 사람의 자동차등을 훔치거나 빼앗은 경우
  - 13. 다른 사람이 부정하게 운전면허를 받도록 하기 위하여 제83조에 따른 운전면허시험에 대신 응시한 경우
  - 14. 이 법에 따른 교통단속 임무를 수행하는 경찰공무원등 및 시·군공무원을 폭행한 경우
  - 15. 운전면허증을 다른 사람에게 빌려주어 운전하게 하거나 다른 사람의 운전면허증을 빌려서 사용한 경우
  - 16. 「자동차관리법」에 따라 등록되지 아니하거나 임시운행허가를 받지 아니한 자동차(이륜자동차는 제외한다)를 운전한 경우
  - 17. 제1종 보통면허 및 제2종 보통면허를 받기 전에 연습운전면허의 취소 사유가 있었던 경우
  - 18. 다른 법률에 따라 관계 행정기관의 장이 운전면허의 취소처분 또는 정지처분을 요청한 경우
  - 18의2. 제39조제1항 또는 제4항을 위한하여 화물자동차를 운전한 경우
  - 19. 이 법이나 이 법에 따른 명령 또는 처분을 위반한 경우
  - 20. 운전면허를 받은 사람이 자신의 운전면허를 실효(失效)시킬 목적으로 지방경찰청장에게 자진하여 운전면허를 반납하는 경우. 다만, 실효시키려는 운전면허가 취소처분 또는 정지처분의 대상이거나 효력정지기간 중인 경우는 제외한다.
- 도로교통법 제93조 제2항 : 지방경찰청장은 제1항에 따라 운전면허를 취소하거나 운전면허의 효력을 정지하려고 할 때 그 기준으로 활용하기 위하여 교통법규를 위반하거나 교통사고를 일으킨 사람에 대하여는 행정안전부령으로 정하는 바에 따라 위반 및 피해의 정도 등에 따라 벌점을 부과할 수 있으며, 그 벌점이 행정안전부령으로 정하는 기간 동안 일정한 점수를 초과하는 경우에는 행정안전부령으로 정하는 바에 따라 운전면허를 취소 또는 정지할 수 있다. <개정 2013.3.23, 2014.11.19>
- 도로교통법 제93조 제3항 : 지방경찰청장은 연습운전면허를 발급받은 사람이 운전 중 고의 또는 과실로 교통사고를 일으키거나 이 법이나 이 법에 따른 명령 또는 처분을 위반한 경우에는 연습운전면허를 취소하여야 한다. 다만, 본인에게 귀책사유(歸責事由)가 없는 경우 등 대통령령으로 정하는 경우에는 그러하지 아니하다.
- 도로교통법 제93조 제4항 : 지방경찰청장은 제1항 또는 제2항에 따라 운전면허의 취소처분 또는 정지처분을 하려고 하거나 제3항에 따라 연습운전면허 취소처분을 하려면 그 처분을 하기 전에 미리 행정안전부령으로 정하는 바에 따라 처분의 당사자에게 처분 내용과 의견제출 기한 등을 통지하여야 하며, 그 처분을 하는 때에는 행정안전부령으로 정하는 바에 따라 처분의 이유와 행정심판을 제기할 수 있는 기간 등을 통지하여야 한다. 다만, 제87조제2항 또는 제88조제1항에 따른 적성검사를 받지 아니하였다는 이유로 운전면허를 취소하려면 행정안전부령으로 정하는 바에 따라 처분의 당사자에게 적성검사를 할 수 있는 날의 만료일 전까지 적성검사를 받지 아니하면 운전면허가 취소된다는 사실의 조건부 통지를 함으로써 처분의 사전 및 사후 통지를 갈음할 수 있다. <개정 2013.3.23, 2014.11.19> [전문개정 2011.6.8]

## 국제운전면허증
대한민국에서 취득한 운전면허증을 취득한 후 운전면허가 상호 인정되는 나라에서 국제운전면허가 인정된다. 다른 나라에서 국제운전면허증을 취득한 사람은 대한민국에서 별도의 면허증 취득 절차 없이 입국한 날로부터 1년 이내의 기간 동안 국제운전면허증에 기재된 자동차를 국내에서 운전할 수 있다. 단, 대한민국 도로교통법 제96조 2항에 의거하여 국제운전면허증 소지자는 사업용 자동차(렌터카 등 대여사업용자동차 제외)를 운전할 수 없다.

## 모바일 운전면허 확인 서비스
2020년 6월 24일부터 스마트폰에 설치된 이동통신사의 PASS 앱에서 모바일 운전면허 확인 서비스가 시작되었다. 이 서비스는 실물 운전면허증이 유효한지 여부, 그리고 운전면허증 소지자의 사진과 성명을 표시하고 있다. 하지만 플라스틱으로 된 실물 운전면허증에는 주민등록번호, 집 주소 등이 기재되는데, 모바일 운전면허 확인 서비스에는 이런 정보가 표시되지 않고 있다.

## 모바일 운전면허증
2022년 1월 27일 서울서부운전면허시험장과 대전운전면허시험장에서 모바일 운전면허증의 시범 발급이 시작되었다. 두가지 방법으로 모바일 운전면허증의 발급이 가능하다. 첫째, 기존 운전면허증 소지자가 운전면허시험장을 방문하여 창구 담당자에게 본인 확인을 받은 후 안내에 따라 스마트폰에 모바일 운전면허증을 발급받는 방법이다. 둘째, 운전면허 소지자가 IC칩이 포함된 운전면허증을 발급받은 후 시간과 장소에 관계 없이 모바일 운전면허증을 발급받는 방법이다.
2022년 7월 28일부터 모바일 운전면허증의 발급이 전국으로 확대되었다.
자율주행 자동차가 상용화 되어도 운전면허는 신설

## 운전면허관련 범죄

### 무면허운전
- 도로교통법 위반(무면허운전)죄는 도로교통법 제43조를 위반하여 운전면허를 받지 아니하고 자동차를 운전하는 경우에 성립하는 범죄로, 유효한 운전면허가 없음을 알면서도 자동차를 운전하는 경우에만 성립하는 고의범이다. 교통사고처리 특례법 제3조 제2항 단서 제7호에서 말하는 '도로교통 법 제43조를 위반'한 행위는 도로교통법 위반(무면허운전)죄와 마찬가지로 유효한 운전면허가 없음 을 알면서도 자동차를 운전하는 경우만을 의미한다고 보아야 한다[28]

### 위계에 의한 공무집행방해죄
운전면허시험에 거듭 불합격하는 자신의 친구를 위하여 시험감독자를 속이고 자동차운전면허시험에 대리로 응시한 경우, 위계에 의한 공무집행방해죄가 성립한다.

## 참고
1. ↑  각 시•도 경찰청장 명의로 교부
2. ↑  도로교통법 (개정 2006년 7월 19일, 법률 제7969호)
3. ↑  도로교통법 시행규칙 별표 18〈운전할 수 있는 차의 종류(제53조관련)〉〈2016년 7월 28일 개정〉국가법령정보센터
4. ↑  참고로 건설기계용 덤프트럭은 적재중량이 최소 15톤 이상이다.
5. ↑  단일식(일체식)에 해당되며, 트랙터 견인식은 1종 특수 대형견인 면허가 필요하다.
6. ↑  2016년 3월 25일부터, 경기북부청(의정부 소재) 신설로 개칭함.
7. ↑  시험장별 응시가능 시험|도로교통공단 안전운전 통합민원
8. ↑  도로교통법 시행규칙 별표 13의2 <신체상태별운전면허의범위및조건부과기준(제25조의5제2항·제34조의2관련> 1995년 7월 1일 개정, 시행
9. ↑  도로교통법 시행규칙 별표 13의3<신체상태에 따라 받을 수 있는 운전면허의 범위 및 조건부과기준(제25조의5제2항·제34조의2관련)>2001년 7월 24일 개정, 시행
10. ↑  도로교통법 시행규칙 별표20 <신체상태에 따라 받을 수 있는 운전면허 및 조건부과기준(제54조제2항 및 제61조 관련)> 2011년 12월 9일 개정
11. ↑  http://www.law.go.kr/lsInfoP.do?lsiSeq=6232&ancYd=19700812&ancNo=02236&efYd=19700812&nwJoYnInfo=N&efGubun=Y&chrClsCd=010202#JP55:0
12. 1 2  http://newslibrary.naver.com/viewer/index.nhn?articleId=1966091400329206009&editNo=2&printCount=1&publishDate=1966-09-14&officeId=00032&pageNo=6&printNo=6436&publishType=00020
13. ↑  http://newslibrary.naver.com/viewer/index.nhn?articleId=1971101300329206018&editNo=2&printCount=1&publishDate=1971-10-13&officeId=00032&pageNo=6&printNo=8010&publishType=00020
14. ↑  2000년대 중반까지 운전면허 학과시험장에 종이 시험지와 OMR 카드를 감독관에게 제출한 바 있다.
15. ↑  2004년 9월부터 운전면허 학과시험장에 컴퓨터 전산망을 CBT로 시작하여, 2006년 이후부터 전국적으로 확대하였다.
16. ↑  도로예절 합격평가, KBS 뉴스 9, 1997년 2월 10일
17. ↑  운전면허 시험제도 바뀐뒤 첫 도로 주행시험 합격률 87%, MBC 뉴스데스크, 1997년 2월 10일
18. ↑  운전면허 첫 도로주행시험 - 끼어드는 차량 얄미워요,《동아일보》1997년 2월 10일
19. ↑  단, 1종 대형면허나 1종 특수면허 등을 취득할 때는 일반적으로 필기학과시험 및 연습운전면허→도로주행시험 과정이 제외된다. 이들 면허는 일반적으로 1종 보통면허 또는 2종 보통면허 취득 후 1년 이상 그 면허를 유지한 자들을 대상으로 응시하게 되어 있기 때문이다. 단, 1종 보통면허 또는 2종 보통면허를 1년 이상 보유하다가 취소된 후, 1종 대형면허나 1종 특수면허를 바로 응시하는 경우에는 연습운전면허→도로주행시험 과정은 제외되지만 필기학과시험은 포함된다.
20. ↑  도로주행시험 안내 영상, 한국도로교통공단 자료 제공
21. ↑  법제처가 제공하는 찾기 쉬운 생활 법령/국제운전면허증 보관됨 2011-08-13 - 웨이백 머신 - 법제처
22. ↑  PASS 모바일운전면허 확인서비스
23. ↑  “스마트폰으로 들어온 운전면허증... 모바일 운전면허증 시대 개막 - 위키뉴스”. 2020년 6월 24일에 확인함.
24. ↑  모바일 신분증 시대 열렸다…오늘부터 '모바일 운전면허증' 발급 출처: 연합뉴스
25. ↑  운전면허증 휴대폰에 쏙…오늘부터 선착순 발급 출처: 뉴시스
26. ↑  앞면은 국문이고 뒷면이 영문인 형태로 발급된다.
27. ↑  전국 면허시험장·경찰서에서 모바일 운전면허증 발급, 연합뉴스, 2022년 7월 28일 작성, 2022년 7월 29일 확인.
28. ↑  대판 2023.6.29, 2021도17733
29. ↑  대판 1986.9.9. 86도1245

운전주체 영역에선 교통법규 속 운전자 개념을 사람 대신 시스템이 주행하는 상황을 대비해 각종 의무와 책임부과 주체를 재설정하는 등 관련 내용을 개정한다. 자율차의 시스템 관리의무를 신설해 안전성을 제고하고 자동주차시 운전자 이석도 허용한다.운전자 조작 개입이 필요한 단계(조건부자율)를 거쳐 조작 없는 단계(완전자율)로 발전하는 자율차 기술을 고려해 발전 단계별 자율주행 기능 정의를 자동차관리법 등 관련법과 보험규정, 안전기준에 적용한다. 자율주행 중 운전의 제어권이 시스템에서 사람으로 전환되는 상황에 안전하게 대응할 수 있도록 경고장치, 모드전환 표시 장치 등의 제어권 전환규정도 만들어진다. 이밖에 자율차 제작을 위한 자동차 및 부품, 제작기준을 새롭게 정하고 이에 적합한 차량정비와 검사제도 마련한다. 운행영역에선 자율차 주행사고에 대한 손해배상 체계를 명확히 해 운전자의 민-형사책임 경감에 대한 사회적 합의를 형성한다. 이와 연계해 해외 선진사례 등을 참고, 자율주행사고에 대한 책임소재를 재정립해 보험제도를 만들기로 했다.

## 인프라 분야에선 자율주행에 필수적인 영상정보 처리와 위치정보 수집은 보행자나 사물소유자의 사전동의 의무의 예외사항으로 규정한다. 국토지리정보원 등과 연계해 자율주행 개발업체의 도로지역 정밀맵 활용이 가능하도록 지원한다.
- 도로교통공단 운전면허 서비스
- 도로교통공단